# Sheldon (Iowa)
Sheldon ist eine Kleinstadt (mit dem Status „City“) im O’Brien County und zu einem kleineren Teil im Sioux County im US-amerikanischen Bundesstaat Iowa. Das U.S. Census Bureau hat bei der Volkszählung 2020 eine Einwohnerzahl von 5.512 ermittelt.
Die Stadt wurde in zwei literarischen Werken kurz erwähnt: in Jack Kerouacs On the Road (1957) (dt.: Unterwegs) und in Tim O’Briens If I Die in a Combat Zone, Box Me Up and Ship Me Home (1973).

## Geografie
Sheldon liegt im Nordwesten Iowas am Floyd River, einem linken Nebenfluss des Missouri. Der am Big Sioux River gelegene Schnittpunkt der drei Bundesstaaten Iowa, South Dakota und Minnesota befindet sich 93 km nordwestlich von Sheldon. Nach Nebraska sind es 96 km in südwestlicher Richtung.
Die geografischen Koordinaten von Sheldon sind 43°10′52″ nördlicher Breite und 95°51′22″ westlicher Länge. Das Stadtgebiet erstreckt sich über eine Fläche von 11,65 km² und verteilt sich über die Floyd und die Carroll Township des O’Brien County sowie die Grant Township des Sioux County.
Nachbarorte von Sheldon sind Ashton (16,4 km nordnordöstlich), Sandborn (17,2 km östlich), Archer (16,5 km südöstlich), Hospers (13,6 km südsüdwestlich), Boyden (13 km westlich) und Matlock (13,2 km nordwestlich).
Die nächstgelegenen größeren Städte sind die Twin Cities in Minnesota (Minneapolis und Saint Paul) (339 km nordöstlich), Iowas Hauptstadt Des Moines (363 km südöstlich), Nebraskas größte Stadt Omaha (256 km südlich), Sioux City (94,3 km südsüdwestlich) und South Dakotas größte Stadt Sioux Falls (106 km nordwestlich).

## Verkehr
Der vierspurig ausgebaute Iowa Highway 60 führt als östliche und südliche Umgehungsstraße an der Stadtgrenze von Sheldon entlang. Am östlichen Stadtrand kreuzt der IA 60 den U.S. Highway 18, der von dort in westlicher Richtung als Hauptstraße durch das Zentrum der Stadt führt. Alle weiteren Straßen sind untergeordnete Landstraßen, teils unbefestigte Fahrwege sowie innerörtliche Verbindungsstraßen.
In Nord-Süd-Richtung führt eine Eisenbahnlinie für den Frachtverkehr der Union Pacific Railroad (UP) durch das Stadtgebiet von Sheldon und trifft hier auf eine aus östlicher Richtung kommende Linie der zur Canadian Pacific Railway (CP) gehörenden SOO Line Railroad.
Mit dem Sheldon Municipal Airport befindet sich 4 km nordnordöstlich des Zentrums von Sheldon ein kleiner Flugplatz für die Allgemeine Luftfahrt und den Lufttaxiverkehr. Die nächsten Verkehrsflughäfen sind der Sioux Gateway Airport in Sioux City (108 km südwestlich) und der Sioux Falls Regional Airport (112 km nordwestlich).

## Bildung
In Sheldon ist das Northwest Iowa Community College beheimatet sowie eine High School und mehrere Primarschulen.

## Geschichte
Sheldon wurde im Jahr 1872 gegründet und nach dem Eisenbahnangestellten Israel Sheldon benannt. Im Jahr 1876 wurde die Siedlung als selbstständige Kommune inkorporiert.

## Bevölkerung
Nach der Volkszählung im Jahr 2010 lebten in Sheldon 5188 Menschen in 2213 Haushalten. Die Bevölkerungsdichte betrug 445,3 Einwohner pro Quadratkilometer. In den 2213 Haushalten lebten statistisch je 2,28 Personen.
Ethnisch betrachtet setzte sich die Bevölkerung zusammen aus 93,7 Prozent Weißen, 0,6 Prozent Afroamerikanern, 1,1 Prozent Asiaten sowie 3,7 Prozent aus anderen ethnischen Gruppen; 0,8 Prozent stammten von zwei oder mehr Ethnien ab. Unabhängig von der ethnischen Zugehörigkeit waren 6,5 Prozent der Bevölkerung spanischer oder lateinamerikanischer Abstammung.
23,1 Prozent der Bevölkerung waren unter 18 Jahre alt, 58,3 Prozent waren zwischen 18 und 64 und 18,6 Prozent waren 65 Jahre oder älter. 49,3 Prozent der Bevölkerung waren weiblich.
Das mittlere jährliche Einkommen eines Haushalts lag bei 45.714 USD. Das Pro-Kopf-Einkommen betrug 28.453 USD. 6,7 Prozent der Einwohner lebten unterhalb der Armutsgrenze.

## Bekannte Bewohner
- William D. Boies (1857–1932) – republikanischer Abgeordneter des US-Repräsentantenhauses (1919–1929) – lebte lange in Sheldon und ist hier beigesetzt
- Eugene Burdick (1918–1965) – Politikwissenschaftler und Autor – geboren in Sheldon
- Dennis Marion Schnurr (* 1948) – Erzbischof von Cincinnati – geboren in Sheldon
- Terry Brands (* 1968) – Ringer (Weltmeister und Olympiadritter) – aufgewachsen in Sheldon
- Thomas Brands (* 1968) – Ringer (Olympiasieger), Zwillingsbruder von T. Brands – aufgewachsen in Sheldon